# Anne Whitfield
Pour les articles homonymes, voir Whitfield.
Anne Whitfield est une actrice américaine née le 27 août 1938 à Oxford au Mississippi et morte le 15 février 2024.

## Filmographie

### Cinéma
- 1950 : La Cible humaine : Carrie Lou
- 1952 : Le Miracle de Fatima : Theresa
- 1953 : Peter Pan : voix additionnelles
- 1954 : Noël blanc : Susan Waverly
- 1958 : Juvenile Jungle : Carolyn Elliot
- 1958 : Senior Prom : l'étudiant senior
- 1964 : Les Nouveaux Internes : Angela Merk
- 1970 : ...tick... tick... tick... : Mme Dawes
- 1972 : Peter et Tillie
- 1983 : The Prodigal : Mme Wharton
- 1999 : Cookie's Fortune : Mme Henderson et Herodias

### Télévision
- 1951 : The Bigelow Theatre (1 épisode)
- 1953 : I Married Joan : Janet Whitmore (1 épisode)
- 1955 : One Man's Family : Claudia Barbour (2 épisodes)
- 1956-1961 : Cheyenne : Nita et Johnny Dembro (2 épisodes)
- 1957 : Papa a raison : Shirley (1 épisode)
- 1958 : Monsieur et Madame détective : Jean (1 épisode)
- 1958 : The Donna Reed Show : Helen Cooper (1 épisode)
- 1960 : Dobie Gillis : Dibble (2 épisodes)
- 1960 : One Step Beyond : Sally Ellis (1 épisode)
- 1960 : Manhunt : Louise (1 épisode)
- 1960-1966 : Gunsmoke : Lori Coombs et Trudy (2 épisodes)
- 1961 : Peter Gunn, détective spécial : Carol Landell (1 épisode)
- 1961 : General Electric Theater : Leila Dunn (1 épisode)
- 1961 : Rawhide : Joanna Quince et Carol North (2 épisodes)
- 1961 : Ben Casey : Sue Paulson (1 épisode)
- 1961-1962 : Hawaiian Eye : Allison Kendall, Cathy Barton et Jennie Taggart (3 épisodes)
- 1962 : Les Incorruptibles : Sue (1 épisode)
- 1962 : Laramie : Millie (1 épisode)
- 1963 : 77 Sunset Strip : Lillis Todd (1 épisode)
- 1964-1966 : Perry Mason : Patricia Tanner, Joanna Monford et Alice Trilling (3 épisodes)
- 1965 : 12 O'Clock High : Pamela Hurley (1 épisode)
- 1965-1966 : Des jours et des vies : Barbara Harris (3 épisodes)
- 1968 : The Outsider : Betty Dustin (1 épisode)
- 1968-1972 : L'Homme de fer : Carol Barker, Mary et Julie Willis (4 épisodes)
- 1968-1973 : Adam-12 : Mary King, Ellen Craig et Vera Whitley (3 épisodes)
- 1969 : Le Monde merveilleux de Disney : Margaret Durden (2 épisodes)
- 1970 : The Bold Ones: The New Doctors : Milly (1 épisode)
- 1972-1975 : Emergency! : Mme Lawson, Betty Johnson et Patricia Epps (5 épisodes)
- 1973 : L'Homme qui valait trois milliards : jeune femme
- 1974 : Dossiers brûlants : Call Girl (1 épisode)
- 1987 : L'Impossible Alibi : la témoin au laboratoire de la criminel